# Бонера, Даниэле
Даниэ́ле Боне́ра (итал. Daniele Bonera; род. 31 мая 1981, Брешиа, Ломбардия) — итальянский футболист, выступавший на позиции защитника. Известен по выступлениям за клубы «Милан» и «Парма». В настоящее время — футбольный тренер.

## Биография
Воспитанник клуба «Брешиа», где и начал профессиональную карьеру в 1999 году. С 2002 года по 2006 год играл за «Парму», где стал одним из лидеров команды. В июле 2006 года подписал четырёхлетний контракт с «Миланом». В команде в Серия A дебютировал 17 сентября 2006 года в матче против «Пармы» (0:2). В сезоне 2006/07 вместе с «Миланом» выиграл Лигу чемпионов. В июне 2009 года продлил контракт с «Миланом» до 2013 года. Летом 2015 года на правах свободного агента перешёл в «Вильярреал» где взял 23-й номер.
Выступал за молодёжную сборную Италии. В составе олимпийской сборной Италии завоевал бронзовую медаль на Олимпийских играх 2004 в Греции. В национальной сборной Италии дебютировал 16 февраля 2000 года в матче против Словении (4:0). Всего за сборную Италии провёл 16 матчей.
Награждён орденом «За заслуги перед Итальянской Республикой».

## Достижения
- Бронзовый призёр летних олимпийских игр (1): 2004

Милан
- Победитель Лиги чемпионов (1): 2006/07
- Победитель Клубного чемпионата мира (1): 2007
- Обладатель Суперкубка Европы (1): 2007
- Чемпион Италии (1): 2010/11
- Обладатель Суперкубка Италии (1): 2011